# Alois Horký
Alois Horký (15. června 1912 Dřevohostice – 24. prosince 1944 Bray-Dunes) byl český příslušník Československé samostatné obrněné brigády.

## Život

### Před druhou světovou válkou
Alois Horký se narodil 15. června 1912 v Dřevohosticích na Přerovsku. Prezenční vojenskou službu nastoupil v roce 1934 Pěšího pluku 35 v Plzni. Po jejím ukončení absolvoval Školu práce u firmy Baťa a stal se nákupčím.

### Druhá světová válka
V době německé okupace v březnu 1939 se Alois Horký nacházel služebně v Bagdádu a do vzniklého Protektorátu Čechy a Morava se již nevrátil. V roce 1942 se přihlásil do Československé armády v zahraničí, odveden byl 1. července 1942 v Jeruzalémě. Zařazen byl k velitelství 200. československého lehkého protiletadlového pluku – Východního, dne 25. července téhož roku byl přeložen k britské protivzdušné obraně, ve které sloužil v Palestině a v Tobruku. Po porážce Afrikakorpsu v květnu 1943 byl převelen do Spojeného království a zařazen k 2. rotě motorizovaného praporu 1. československé samostatné obrněné brigády. Jako její příslušník byl v srpnu 1944 odvelen do Francie, kde se brigáda účastnila obléhání Dunkerku. Dne 24. prosince 1944 vedl čtyřčlennou hlídku v předpolí obce Bray-Dunes, během akce došlo k přestřelce se skupinou německých vojáků, při které padl. Pohřben byl ještě týž den na nedalekém vojenském hřbitově v Adinkerke. Dosáhl hodnosti desátníka.

## Vyznamenání
- 1945 Československý válečný kříž 1939